# Episodi di Fear the Walking Dead (quinta stagione)
La quinta stagione della serie televisiva Fear the Walking Dead, composta da sedici episodi, è stata trasmessa in prima visione negli Stati Uniti d'America dall'emittente AMC dal 2 giugno al 29 settembre 2019.
In Italia la stagione è andata in onda in prima visione satellitare su MTV, canale a pagamento della piattaforma Sky, dal 6 giugno al 22 agosto 2020.
| nº | Titolo originale          | Titolo italiano                 | Prima TV USA      | Prima TV Italia |
| -- | ------------------------- | ------------------------------- | ----------------- | --------------- |
| 1  | Here to Help              | Siamo qui per aiutare           | 2 giugno 2019     | 6 giugno 2020   |
| 2  | The Hurt That Will Happen | Il dolore che potrai incontrare | 9 giugno 2019     | 6 giugno 2020   |
| 3  | Humbug's Gulch            | Humbug's Gulch                  | 16 giugno 2019    | 13 giugno 2020  |
| 4  | Skidmark                  | Sgommata                        | 23 giugno 2019    | 13 giugno 2020  |
| 5  | The End of Everything     | La fine del mondo               | 30 giugno 2019    | 20 giugno 2020  |
| 6  | The Little Prince         | Il piccolo principe             | 7 luglio 2019     | 20 giugno 2020  |
| 7  | Still Standing            | Still Standing                  | 14 luglio 2019    | 27 giugno 2020  |
| 8  | Is Anybody Out There?     | C'è qualcuno lì fuori?          | 21 luglio 2019    | 27 giugno 2020  |
| 9  | Channel 4                 | Channel 4                       | 11 agosto 2019    | 4 luglio 2020   |
| 10 | 210 Words Per Minute      | 210 Words Per Minute            | 18 agosto 2019    | 11 luglio 2020  |
| 11 | You're Still Here         | You're Still Here               | 25 agosto 2019    | 18 luglio 2020  |
| 12 | Ner Tamid                 | La fiamma della verità          | 1º settembre 2019 | 25 luglio 2020  |
| 13 | Leave What You Don't      | I diari di Clayton              | 8 settembre 2019  | 1º agosto 2020  |
| 14 | Today and Tomorrow        | Oggi e domani                   | 15 settembre 2019 | 8 agosto 2020   |
| 15 | Channel 5                 | Channel 5                       | 22 settembre 2019 | 15 agosto 2020  |
| 16 | End of the Line           | O tutti o nessuno               | 29 settembre 2019 | 22 agosto 2020  |

## Siamo qui per aiutare
- Titolo originale: Here to Help
- Diretto da: Michael E. Satrazemis
- Scritto da: Ian B. Goldberg e Andrew Chambliss

### Trama
I fratelli Dylan e Max assistono al precipitare di un aereo. Arrivati sul luogo dello schianto scoprono che a bordo ci sono Alicia, Morgan, John, June, Althea e Luciana. Quest'ultima è ferita e bloccata da una sbarra di metallo, così mentre Alicia e Morgan tengono lontani i vaganti, gli altri la soccorrono. Nel parapiglia Althea contatta Victor dicendo che si sono schiantati e gli chiede di guardare il suo nastro con l'etichetta "sgommata". Spiega che l'uomo su di esso ha un piccolo aereo e dovrà usarlo per andare e prenderli. Quando sono tutti pronti ad allontanarsi, sopraggiunge a bordo di un furgone Annie, la sorella di Dylan e Max, che porta tutti in salvo. Lungo la strada Annie li mette in guardia sulla pericolosità della zona, mentre Morgan e gli altri raccontano di essere diretti a una stazione di servizio per aiutare Logan, un uomo che conoscono solo per radio e la cui base è assediata dai vaganti. Il gruppo arriva alla stazione di servizio indicata da Logan, trovandola però abbandonata da tempo. Mentre medicano Luciana, Morgan spiega che aiutano le persone per continuare l'opera di Clayton, il camionista, ma i tre ragazzi rigettano l'idea e si allontanano consigliando loro di fare lo stesso. Morgan riesce infine a contattare Logan con la radio, che tuttavia rivela di averli attirati lontano per occupare la loro base con il suo gruppo: egli era infatti il socio di Clayton, ma non condivideva affatto il suo operato. Rimasti chiusi fuori dalla fabbrica, Victor, Charlie, Sarah e Wendall recuperano le cose che Logan ha lasciato fuori perché non interessanti. Victor trova il nastro indicato da Althea e scopre che l'uomo in possesso dell'aereo è Daniel Salazar. Durante la notte Althea torna su luogo dello schianto per indagare su un vagante che aveva notato indossare una sorta di tuta antisommossa. Trova una mappa con un simbolo e una sigla, ma quando contatta Morgan per avvisarlo della scoperta, viene stordita da qualcuno che indossa una tuta come quella del vagante.
- Guest star: Matt Frewer (Logan), Daryl Mitchell (Wendell), Mo Collins (Sarah), Cooper Dodson (Dylan), Bailey Gavulic (Annie), Ethan Suess (Max).
- Ascolti USA: telespettatori 1.966.000 – rating 18-49 anni 0,6%[3]

## Il dolore che potrai incontrare
- Titolo originale: The Hurt That Will Happen
- Diretto da: Jessica Lowrey
- Scritto da: Alex Delyle

### Trama
Victor raggiunge Daniel, chiedendogli di perdonare i loro trascorsi, e gli spiega che è lì per l'aereo, convincendolo a contattare gli altri via radio per verificare la sua storia. Nel frattempo, Alicia, Morgan, June e John tornano sul luogo dell'incidente intuendo che qualcuno ha rapito Althea e preso le loro armi rimaste nelle casse. I quattro si dividono quindi per cercarla: John e June si dirigono verso sud, mentre Alicia e Morgan a nord. Quest'ultimo si imbatte in due vaganti e li abbatte, ma viene atterrato da Grace, una donna che indossa una tuta anti radiazioni e che gli ordina di spogliarsi. Alicia sopraggiunge e disarma la donna, che spiega ai due il problema: poco lontano c'è stata la fusione di un reattore nucleare e Morgan è stato contaminato da particelle radioattive presenti su uno dei vaganti. Grace fa decontaminare Morgan e spiega di stare lontani dai vaganti che hanno dei dosimetri, perché pericolosi. Morgan e Alicia decidono di aiutare Grace con i vaganti radioattivi mentre cercano Althea, allertando John e June del pericolo. Calata la notte Grace racconta di avere gestito la centrale nucleare vicina dopo l'apocalisse, ma si rivelò inutile quando le città caddero e non ci fu più bisogno di elettricità: ora vaga per la zona per dare la caccia a tutti i vaganti radioattivi che un tempo lavoravano alla centrale. Nel frattempo John e June arrivano a un campeggio e trovano altri vaganti radioattivi, avvisando gli altri che li raggiungono. Intanto Luciana riesce a contattare Victor, raccontandogli quanto accaduto, ma la comunicazione si interrompe quando l'antenna a lungo raggio viene danneggiata dal vento. Morgan e Alicia offrono il loro aiuto a Grace per scovare i vaganti e poi farla unire a loro, ma la donna rifiuta rivelando che è stata esposta alle radiazioni e potrebbe essere un pericolo per loro. Il gruppo torna quindi da Luciana, scoprendo che qualcuno è stato lì, lasciando delle teste di vaganti appese a un cartellone. Nel frattempo Daniel scaccia Victor dalla sua base, sostenendo che non voglia aiutare i suoi amici e che se la caveranno benissimo senza di lui.
- Ascolti USA: telespettatori 1.687.000 – rating 18-49 anni 0,5%[4]

## Humbug's Gulch
- Titolo originale: Humbug's Gulch
- Diretto da: Colman Domingo
- Scritto da: Ashley Cardiff

### Trama
Il gruppo continua a cercare Althea trovando continuamente blocchi stradali di vaganti legati tra loro. Mentre ne liberano uno, qualcuno comincia a sparare a John e June. Sfondano quindi il blocco e arrivano in parco a tema western chiamato Humbug's Gulch, dove John spera di trovare armi, avendo lavorato in un parco della stessa catena. Nel frattempo Alicia intercetta con la radio una comunicazione tra i ragazzi già incontrati e cerca di convincerli a incontrarsi per dimostrare le loro buone intenzioni. John e June nel frattempo trovano le armi, ma quando tornano alla macchina, sparano loro contro di nuovo, forando le gomme. I due riescono ad avvicinare il sopravvissuto e a tramortirlo, che si rivela essere Dwight. John e June lo interrogano scoprendo che è da oltre un anno alla ricerca della moglie Sherry e insistono che verrà con loro. Quando si dirigono alla macchina di Dwight, quest'ultimo sale però a bordo della macchina con cui sono arrivati, venendo circondato dai vaganti. Comunicando con un walkie-talkie, Dwight spiega di averli attaccati perché dagli indizi lasciati da Sherry, sperava la macchina contenesse qualche indizio fondamentale per trovarla, ma non avendone trovati ha ormai perso ogni speranza e medita il suicidio. June lo convince a non arrendersi raccontandogli della vicenda simile tra lei e John, poi i due eliminano tutti i vaganti. John ricontrolla la macchina e scopre che non è quella che cercava Dwight, spronandolo a continuare la ricerca. Alicia, Luciana e Morgan lì raggiungono e quest'ultimo riconosce Dwight, rassicurandolo sul fatto che non serba rancore. Dwight conduce il gruppo a una grande barriera di vaganti non aggirabili, ma prima che possano sfondarla, Max contatta Alicia dicendo che si trovano all'area di servizio dove si erano separati. Il gruppo si dirige quindi lì, ma lungo la strada trova il furgone dei ragazzi con all'interno Dylan, terrorizzato. Altrove, Max e Annie stanno creando un altro posto di blocco fatto di vaganti e discutono su come hanno lasciato la trappola al gruppo per assicurarsi che non saranno mai più disturbati.
- Guest star: Cooper Dodson (Dylan), Bailey Gavulic (Annie), Ethan Suess (Max).
- Ascolti USA: telespettatori 1.756.000 – rating 18-49 anni 0,5%[5]

## Sgommata
- Titolo originale: Skidmark
- Diretto da: Tara Nicole Weyr
- Scritto da: Samir Mehta

### Trama
Charlie si intrufola nel deposito di Daniel per aprire il cancello una volta che lui è uscito, ma viene individuata da Sgommata, il gatto di Daniel, e si nasconde nel suo furgone con cui poi lui parte. Nel frattempo, mentre June, John e Dwight sono fuori alla ricerca di Sherry, Dylan dà false indicazioni per un accampamento a Morgan e Alicia. Intanto Victor, Sarah e Wendall entrano nel deposito e trovano l'aereo, ma mancano gli strumenti di bordo e trovano un messaggio di Daniel che dimostra di essersi accorto di cosa stava succedendo. Alla stazione di servizio, mentre Luciana e Dylan riparano l'antenna, quest'ultimo si allontana per contattare i fratelli, ma mentre parlano i due incontrano uno degli uomini in divisa e si nascondono. Alicia e Morgan intanto non trovano nulla alle coordinate indicate e chiedono spiegazioni a Dylan che, preoccupato per i fratelli, ammette di avere mentito e chiede loro di andarli a salvare. Nel frattempo Daniel e Charlie cercano di entrare in un negozio invaso dai vaganti creando una distrazione, ma Sgommata li attira inavvertitamente fuori costringendoli alla ritirata. Daniel intende portare la piccola mandria al deposito per eliminarla con le armi a disposizione, ma Sarah dice di avere abbattuto la recinzione. A questo punto Daniel lascia la macchina e gli strumenti dell'aereo a Charlie, mentre lui rimane a distrarre i vaganti. Charlie torna dagli altri che decidono però di andare a salvare Daniel: provano a utilizzare il blindato di Althea, ma le mitragliatrici non sparano, quindi Victor utilizza le pale dell'aereo per attirare i vaganti e farli a pezzi, danneggiando però il velivolo. Nel frattempo Morgan e Alicia salvano Annie e Max braccati da alcuni vaganti, ma vengono circondati da un gruppo di altri ragazzi che impugnano le armi dell'aereo: Annie contatta Dylan che la convince delle buone intenzioni di Morgan e gli altri, quindi accettano di aiutarli a trovare Althea. Al magazzino, Daniel lascia Sgommata e il magazzino in custodia agli altri, dicendo che deve partire per occuparsi di qualcosa. Luciana riesce a contattare intanto Victor che le spiega dell'aereo danneggiato, mentre Morgan e Alicia vengono guidati dai ragazzi nei boschi: all'improvviso un elicottero con lo stesso simbolo trovato da Althea si alza in volo.
- Guest star: Daryl Mitchell (Wendell), Mo Collins (Sarah), Cooper Dodson (Dylan), Bailey Gavulic (Annie), Ethan Suess (Max).
- Ascolti USA: telespettatori 1.655.000 – rating 18-49 anni 0,5%[6]

## La fine del mondo
- Titolo originale: The End of Everything
- Diretto da: Michael E. Satrazemis
- Scritto da: Ian B. Goldberg e Andrew Chambliss

### Trama
Althea riprende i sensi e, mentre chi l'aveva tramortita brucia il corpo del compagno, tenta di fuggire nascondendo il nastro che ha appena registrato. Althea viene nuovamente catturata scoprendo che l'uomo in divisa è in realtà una donna, che le chiede di avere nastro registrato. La mattina Althea riesce a liberarsi e trova l'elicottero, tentando di contattare i suoi compagni, ma collegandosi con la base della donna, che sopraggiunge e risponde alla chiamata. Spiega che il suo compagno è morto e che deve recuperare carburante per l'elicottero, ma conta di tornare entro 72 ore con il carico; la base la avverte che se fallirà verrà inviata una squadra di bonifica. La donna interroga Althea sul nastro che ha nascosto perché deve nascondere le sue tracce, mentre la giornalista chiede in cambio di farsi raccontare la sua storia. Siccome nessuna delle due vuole dare informazioni all'altra, procedono ad andare a recuperare il carburante per l'elicottero sulla cima di una parete rocciosa. Durante il viaggio la donna trova un nastro intitolato "The Bog" nella borsa di Althea, ma guardandolo scopre che all'inizio dell'epidemia la ricerca di ciò che stava succedendo da parte di Al le ha impedito di dire addio a suo fratello. Quindi la sua insistenza nel catturare le storie dell'apocalisse è il suo modo di dare un significato alla morte di suo fratello. Le due donne scalano la parete rocciosa iniziando a legare e arrivate in cima la donna confessa ad Althea di doverla alla fine uccidere per mantenere il segreto di quello che stanno facendo per garantire un futuro al mondo. Recuperato il carburante, nonostante tutto Althea conduce la donna al nastro nascosto, che lo distrugge, poi le consegna anche il nastro "The Bog" dicendole di fare in modo che quella storia conti. La donna decide infine di non uccidere Althea, dice di chiamarsi Isabelle e le due si baciano, separandosi e mantenendo l'una il segreto dell'altra. Isabelle parte con l'elicottero comunicando alla base che sta tornando con il carico e non ha lasciato tracce, mentre Althea si ricongiunge a Morgan, Alicia e gli altri ragazzi dicendo che è stata semplicemente inseguita dai vaganti.
- Guest star: Sydney Lemmon (Isabelle), Bailey Gavulic (Annie), Ethan Suess (Max).
- Ascolti USA: telespettatori 1.708.000 – rating 18-49 anni 0,5%[7]

## Il piccolo principe
- Titolo originale: The Little Prince
- Diretto da: Sharat Raju
- Scritto da: Mallory Westfall

### Trama
Morgan e il resto del gruppo si raduna alla stazione di servizio e con l'aiuto dei ragazzi iniziano a riparare l'aereo per lasciare l'area, ma Annie ribadisce che i ragazzi non lasceranno la zona. Mentre John e Dwight riprendono la ricerca di Sherry, Victor, Charlie e Sarah discutono su come far arrivare le pale del loro aereo guasto agli altri per ultimare le riparazioni. Intanto Grace contatta Morgan dicendo che ha bisogno del loro generatore per raffreddare il secondo reattore della centrale nucleare e scongiurare un'altra fusione. Annie racconta ad Alicia che dopo l'apocalisse i ragazzi vivevano con le famiglie al campeggio: un giorno vennero attaccati dai vaganti radioattivi e gli adulti, seppure riuscendo a ucciderli, rimasero irradiati. Annie fu incaricata di tenere al sicuro gli altri ragazzi e Alicia intuisce il peso che porta, cercando di farla riflettere sul fatto che i loro genitori non avrebbero voluto vederli vivere nascondendosi dietro i morti. Nel frattempo Dwight e John trovano l'auto indicata da Sherry: John scopre una lettera della donna che dice a Dwight di smettere di cercarla perché teme che possa morire nel farlo, così dice di non avere trovato nulla a Dwight. Intanto Victor e Charlie arrivano nella zona a bordo di una mongolfiera, trasportando le eliche necessarie, ma esauriscono il carburante e atterrano nella zona radioattiva, venendo raggiunti dai vaganti. Mentre Alicia va alla ricerca dei ragazzi che si sono dileguati, Morgan entra nella zona contaminata per andare in soccorso di Victor e Charlie.
- Guest star: Mo Collins (Sarah), Cooper Dodson (Dylan), Bailey Gavulic (Annie), Ethan Suess (Max).
- Ascolti USA: telespettatori 1.488.000 – rating 18-49 anni 0,4%[8]

## Still Standing
- Titolo originale: Still Standing
- Diretto da: Marta Cunningh
- Scritto da: Richard Naing

### Trama
Alicia si fa strada in una barriera di vaganti e raggiunge i ragazzi cercando di convincerli nuovamente a unirsi a loro, senza successo. Morgan intanto, su suggerimento di Grace, cerca nelle abitazioni vicine trovando una tuta anti radiazioni e un pick up con cui trae in salvo Victor e e Charlie. Mentre questi ultimi tornano con le eliche alla stazione di servizio, Morgan scopre da Grace che il generatore si è subito guastato e la fusione avverrà probabilmente in meno di 24 ore, quindi si reca dalla donna per convincerla ad andare via con loro. Nel frattempo Althea e June vanno a recuperare carburante per l'aereo: durante il viaggio Althea accenna del suo incontro con Isabelle e June la sprona a non perdere la speranza. John si rende conto che Dwight non lascerà l'area credendo di trovare ancora Sherry, quindi gli consegna la lettera e Dwight, comprendendo il suo gesto, lo perdona e dice di volere continuare a cercare la moglie nonostante tutto. Mentre Annie e Max ricostruiscono la barriera di vaganti, essi si liberano e li inseguono fino al rifugio, assediandolo. Alicia rimane ad affrontare i vaganti facendo fuggire i ragazzi e Annie, colpita dal suo gesto, porta i ragazzi alla stazione di servizio. Alicia intanto scopre di essere entrata in contatto con un vagante radioattivo e scossa per l'accaduto conduce la mandria nei boschi, rassicurando tuttavia Morgan via radio. Quest'ultimo, mentre torna con Grace verso l'area di servizio, sente partire le sirene di allarme della centrale nucleare.
- Guest star: Cooper Dodson (Dylan), Bailey Gavulic (Annie), Ethan Suess (Max).
- Ascolti USA: telespettatori 1.393.000 – rating 18-49 anni 0,3%[9]

## C'è qualcuno lì fuori?
- Titolo originale: Is Anybody Out There?
- Diretto da: Michael E. Satrazemis
- Scritto da: Michael Alaimo

### Trama
Alicia raggiunge Morgan e Grace, facendo una doccia per cercare di decontaminarsi. Ancora inseguiti dalla mandria, i tre la conducono verso la centrale cercando di sfruttare le sirene, ma esse improvvisamente si spengono decretando la rottura del contenimento. I tre fuggono quindi verso l'aereo che il resto del gruppo sta approntando per la partenza. John e Dwight stanno anch'essi tornando all'aereo, ma non trovano un mezzo per farli arrivare in tempo: John contatta quindi June e le fa promettere di partire senza di loro se non facessero in tempo a tornare. Nel frattempo Sarah incontra Logan e gli chiede di aiutarla a illuminare la pista, ma l'uomo egoisticamente rifiuta dicendole che però lasceranno la fabbrica perché non hanno trovato ciò che cercavano. Intanto Morgan, Alicia e Grace raggiungono gli altri e si apprestano a partire, inseguiti dai vaganti, quando sopraggiungono anche John e Dwight riuscendo quindi a partire tutti con l'aereo. Nel frattempo Sarah e Wendall vengono raggiunti da Daniel che li ha sentiti alla radio e con il suo aiuto illuminano la pista usando delle luci natalizie. Sull'aereo John chiede a June di sposarla e lei accetta. Quando stanno per atterrare, due vaganti invadono la pista staccando il cavo elettrico delle luci e Wendall rischia di essere morso per riuscire a ricollegarlo. L'aereo riesce così ad atterrare e tutti si ritrovano facendo le presentazioni, quando senza preavviso una donna contatta Morgan alla radio dicendo di avere bisogno di aiuto. La comunicazione però si interrompe e giunge sul posto Logan che spiega di avere occupato la fabbrica perché era alla ricerca dei diari di Clayton: essi infatti contengono la soluzione al problema per cui la benzina sta andando a male, rendendo gli spostamenti difficoltosi. Logan chiede quindi aiuto a loro per trovare il luogo indicato dai diari prima che lo faccia il suo gruppo.
- Guest star: Matt Frewer (Logan), Daryl Mitchell (Wendell), Mo Collins (Sarah), Cooper Dodson (Dylan), Bailey Gavulic (Annie), Ethan Suess (Max).
- Altri interpreti: Mikala Gibson (Doris).
- Ascolti USA: telespettatori 1.599.000 – rating 18-49 anni 0,5%[10]

## Channel 4
- Titolo originale: Channel 4
- Diretto da: Dan Liu
- Scritto da: David Johnson

### Trama
Il gruppo si ingrandisce e comincia a viaggiare in un convoglio cercando di aiutare più persone possibile. Recuperate altre telecamere, cominciano a filmare il loro operato e interviste dove riflettono su come quanto stanno facendo li stia aiutando a migliorare, volendo distribuirle per raggiungere più persone con il loro messaggio. Sarah racconta che hanno rubato un'autocisterna a Logan, lasciandolo a piedi, mentre Morgan del suo incontro con Tess, la donna che chiedeva aiuto alla radio. Essa era infatti intrappolata nella propria casa con il figlio, circondata di mine posizionate dal marito che era uscito per cercare un inalatore per il figlio senza più tornare. Morgan chiese ad Alicia, June e Victor di cercare il marito di Tess e l'inalatore, ma scoprirono che dopo averlo trovato l'uomo divenne un vagante. Dopo avere cercato di convincerla a uscire dalla porta, per cercare di fermare i vaganti continuamente attirati dalle esplosioni delle mine Morgan arrivò davanti all'ingresso, finendo per calpestare una mina. Morgan, con l'aiuto di Althea e la stessa Tess, riuscì a liberarsi della mina, consegnando l'inalatore alla donna e convincendola a unirsi al gruppo nonostante la perdita del marito. Uno di questi video viene visto da Wes, un giovane sopravvissuto, che poco dopo viene raggiunto da Logan e il suo gruppo, che lo derubano e distruggono la sua moto, lasciandogli solo una radio e invitandolo a contattare il gruppo di Morgan.
- Guest star: Matt Frewer (Logan), Mo Collins (Sarah), Colby Hollman (Wes).
- Altri interpreti: Mikala Gibson (Doris), Peggy Schott (Tess), Cole Whitaker (Figlio di Tess).
- Ascolti USA: telespettatori 1.402.000 – rating 18-49 anni 0,4%[11]

## 210 Words per Minute
- Titolo originale: 210 Words Per Minute
- Diretto da: Ron Underwood
- Scritto da: Ian B. Goldberg e Andrew Chambliss

### Trama
Morgan, Grace e Dwight raggiungono un centro commerciale seguendo il messaggio di Chuck, un sopravvissuto che li informa siano presenti molte scorte e, siccome lui è stato morso, chiedo loro di ucciderlo e seppellirlo al loro arrivo. Constata la situazione, Morgan chiede a Dwight di tornare al convoglio e di portarlo lì per recuperare le scorte, mentre lui e Grace cercano di fare partire il generatore di emergenza. Grace infatti ha avuto un mancamento e vuole utilizzare i macchinari del centro medico presente per diagnosticare lo stadio di avanzamento del suo avvelenamento da radiazioni. I due riescono a rimettere in funzione il generatore, ma quando raggiungono il centro medico fanno partire l'allarme, attirando e venendo braccati dai molti vaganti presenti. Quando si recano nella stanza della sicurezza per disattivarlo, scoprono dalle telecamere che Chuck è ancora vivo sul tetto, dove si è recato per ammirare un'ultima volta le stelle. I due lo raggiungono e proiettano un cielo stellato per sopperire al cielo nuvoloso, e lì passano con Chuck i suoi ultimi momenti. Intanto Dwight segnala via radio la sua posizione per farsi trovare dagli uomini di Logan, ma viene catturato da uno di essi. L'uomo cerca di farsi dire dove si trova la benzina minacciandolo di bruciare tutte le lettere di Sherry, ma Dwight riesce a liberarsi e a ribaltare la situazione. Egli però lascia andare l'uomo volendogli dare una seconda possibilità per cambiare così come qualcuno in passato ha fatto con lui. Nel frattempo al centro commerciale, dopo avere seppellito Chuck, Grace decide di non utilizzare il centro medico preferendo non sapere quanto tempo le resta. Al mattino il convoglio arriva con Dwight e carica tutte le scorte disponibili, ma Morgan decide di non proseguire con loro e di aiutare invece Althea.
- Altri interpreti: Peggy Schott (Tess), Cory Hart (Rollie), Charlie Bodin (Chuck).
- Ascolti USA: telespettatori 1.368.000 – rating 18-49 anni 0,4%[12]

## You're Still Here
- Titolo originale: You're Still Here
- Diretto da: K.C. Colwell
- Scritto da: Mallory Westfall e Alex Delyle

### Trama
Alicia è affascinata da diversi alberi su cui trova dipinto lo stesso messaggio: "Se stai leggendo questo, significa che sei ancora qui". Insieme a Victor viene contattata da Wes, che chiede loro di accompagnarlo da sua fratello poiché la sua moto è stata danneggiata dal gruppo di Logan. Arrivati sul posto Wes entra in una stazione di polizia e spara all'uomo che ci trova dentro: egli, ferito, fugge rubando il pick-up di Morgan e Alicia. Prima che possano inseguirlo vengono raggiunti da diversi vaganti e si rifugiano all'interno della stazione. Nel frattempo Althea e Morgan nascondono le registrazioni delle interviste all'interno della cassaforte di una banca. I due vengono contattati da Alicia che chiede loro di andare a cercare l'uomo ferito per evitare che muoia dissanguato. Lungo la strada i due si trovano però il percorso sbarrato da Logan e il suo gruppo, che intendono farli procedere solo in cambio della posizione dei giacimenti petroliferi che cercano. Intanto, utilizzando le armi trovate alla stazione di polizia, Wes, Alicia e Victor eliminano i vaganti e con un'altra macchina ìraggiungono l'uomo ferito che cammina lungo la strada: egli assale Wes che è costretto a pugnarlo per liberarsi. Alicia e Victor scoprono che l'uomo aveva rubato a Wes il suo manoscritto e quest'ultimo, turbato per avere ucciso il suo primo umano, si allontana. Alicia e Victor, raggiunti anche da Morgan e Althea, seppelliscono l'uomo e scorrendo il manoscritto scoprono che è Wes l'autore delle scritte sugli alberi. Intanto, quella sera, Logan e il suo gruppo fanno irruzione nella banca e prendono tutte le registrazioni di Althea per trovare informazioni sui giacimenti petroliferi.
- Guest star: Matt Frewer (Logan), Colby Hollman (Wes).
- Altri interpreti: Mikala Gibson (Doris), David Lee Hess (Uomo sanguinante).
- Ascolti USA: telespettatori 1.435.000 – rating 18-49 anni 0,4%[13]

## La fiamma della verità
- Titolo originale: Ner Tamid
- Diretto da: Michael E. Satrazemis
- Scritto da: Ian B. Goldberg e Andrew Chambliss

### Trama
Il rabbino Jacob salva Charlie da alcuni vaganti fuori dalla sua sinagoga, dandole ospitalità per la notte. Il mattino dopo Charlie contatta la carovana, dicendo di essersi allontanata perché cercava un luogo dove fare stabilire il gruppo, siccome stanca di viaggiare in continuazione. June e John la raggiungono, ma la ragazza insiste per fare stabilire il gruppo presso la sinagoga. Intanto gli uomini di Logan intercettano la carovana costringendola alla fuga: Sarah contatta June dicendole di affrettarsi a tornare con il blindato per proteggere l'autocisterna, ma usciti dalla sinagoga trovano il piazzale invaso dai vaganti. Il rabbino Jacob confessa che si tratta della sua congregazione, di cui lui è l'ultimo superstite, precedentemente rinchiusa in un edificio vicino. John e June cercano di raggiungere il blindato passando tra i tetti delle auto, ma vengono circondati; June chiede a Charlie di intervenire che però non vuole sacrificare quel posto per imprigionare i vaganti. Jacob la convince spiegandole di essere sopravvissuto paradossalmente perché aveva perso la fede e abbandonato la comunità prima che le cose precipitassero, quindi i due attirano i vaganti nella sinagoga, intrappolandoli all'interno. L'autocisterna nel frattempo viene raggiunta dagli uomini di Logan, che però si allontanano quando sopraggiunge il blindato. In realtà si tratta di un piano di Logan: mentre i suoi uomini tenevano impegnata la carovana, lui e altri raggiungono i giacimenti petroliferi, avendoli rintracciati tramite i video di Althea.
- Guest star: Matt Frewer (Logan), Mo Collins (Sarah), Peter Jacobson (Rabbino Jacob Kessner).
- Altri interpreti: Mikala Gibson (Doris), Cory Hart (Rollie).
- Ascolti USA: telespettatori 1.141.000 – rating 18-49 anni 0,3%[14]

## I diari di Clayton
- Titolo originale: Leave What You Don't
- Diretto da: Daisy von Scherler Mayer
- Scritto da: Ashley Cardiff e Nick Bernardone

### Trama
Tempo prima Logan cercò di aiutare una donna di nome Serena, ma arrivò troppo tardi. Sul posto venne raggiunto da un gruppo guidato da una donna di nome Virginia che gli propose di collaborare. Al presente Logan e il suo gruppo occupano i giacimenti petroliferi, catturando Luciana e gli altri presenti e costringendoli a lavorare per produrre benzina. Sarah, Dwight, June e John sopraggiungono chiedendo la liberazione, ma ottengono solo la liberazione di Annie e i suoi fratelli, in cambio del lavoro di due di loro. Logan spiega che la benzina serve a qualcuno che aiuterà molto più in grande di quanto stanno facendo loro e racconta di quando cercò di aiutare Serena, rivelando che non riuscì a salvarla perché Clayton in quel momento era appena stato derubato del camion da Sarah e Wendell. Quando giunge la notte, un gruppo di vaganti invade i giacimenti e tutti i presenti cercano rifugio nelle baracche mentre John e June, aiutati dai sopraggiunti Annie, Tess e Jacob, eliminano i vaganti. Sarah porta in salvo Logan in una baracca dove intercettano la comunicazione di Janis, una donna in pericolo che Alicia e Victor stanno cercando di raggiungere. Logan intuisce che la donna si trova nella stessa stazione di servizio dov'era Serena e la invita a utilizzare la pistola che ci ha lasciato per suicidarsi poiché nessun aiuto arriverà. Sopraggiunge però Wes che salva la donna poco prima dell'arrivo anche di Alicia e Victor: Janis afferma di essere in fuga da un gruppo di persone con cui non poteva più stare. La mattina, ai giacimenti petroliferi, Logan capisce i suoi errori e si propone di cambiare, ma viene improvvisamente ucciso insieme ai suoi uomini da un numeroso gruppo di persone che occupa i giacimenti. Il loro capo, Virginia, offre a Dwight, June e gli altri di lavorare per loro in cambio di aiuto per realizzare quanto desiderano, ma essi rifiutano. Per evitare che vengano uccisi dal gruppo di Virginia però, Luciana si offre di aiutarli a produrre la benzina che necessitano ed essi accettano, lasciando andare gli altri.
- Guest star: Matt Frewer (Logan), Daryl Mitchell (Wendell), Mo Collins (Sarah), Peter Jacobson (Rabbino Jacob Kessner), Colby Hollman (Wes), Colby Minifie (Virginia), Holly Curran (Janis), Cooper Dodson (Dylan), Bailey Gavulic (Annie), Ethan Suess (Max).
- Altri interpreti: Mikala Gibson (Doris), Peggy Schott (Tess), Cory Hart (Rollie), Beau Smith (Dom).
- Ascolti USA: telespettatori 1.446.000 – rating 18-49 anni 0,4%[15]

## Oggi e domani
- Titolo originale: Today and Tomorrow
- Diretto da: Sydney Freeland
- Scritto da: Richard Naing e David Johnson

### Trama
Morgan e Althea incontrano Tom, un sopravvissuto inseguito dai Pionieri, il gruppo di Virginia, e si nascondono da loro. Tom spiega di avere vissuto in un condominio fin dall'inizio e quando le cose iniziarono ad andare male furono raggiunti dai Pionieri, che li aiutarono a sistemare il condominio. Essi però ritenevano Tom inutile ed egli fuggì prima di venire ucciso, ma teme per la sorella Janis che era rimasta lì. Morgan e Althea si intrufolano quindi nel condominio al calare della notte: mentre Morgan cerca Janis, Althea dice di volere cercare qualcuno che ha già incontrato, pensando che i Pionieri siano il gruppo di Isabelle. Morgan non trova Janis e intuisce che la ragazza sia già scappata, ma quando cerca di andarsene con Althea, viene sorpreso da Virginia e i suoi uomini. La donna spiega ai due la sua visione del mondo e fa capire ad Althea che non c'entra nulla con Isabelle, chiedendo loro di unirsi al gruppo, ma essi rifiutano per il modo crudele in cui operano. Virginia li lascia ugualmente liberi restituendo le loro cose e addirittura facendo aggiustare il bastone di Morgan. Mentre tornano con Tom verso la carovana Morgan contatta Grace, che stava tornando anch'essa alla carovana con Daniel e si rifugiata in un bar per la notte. La donna tuttavia ha iniziato a sentirsi male per il suo avvelenamento da radiazioni.
- Guest star: Colby Minifie (Virginia), Joe Massingill (Tom).
- Ascolti USA: telespettatori 1.307.000 – rating 18-49 anni 0,3%[16]

## Channel 5
- Titolo originale: Channel 5
- Diretto da: David Barrett
- Scritto da: Michael Alaimo e Samir Mehta

### Trama
Virginia crea un video per attirare persone nel suo gruppo. Per rispondere a ciò, Althea e gli altri membri della carovana cominciano a filmare senza filtri vari momenti delle giornate, dicendo apertamente che il video di Virginia è finto. Nel loro infatti mostrano le difficoltà quotidiane, come la malattia di Grace e l'incertezza nel trovare un posto dove stabilirsi prima che termini il carburante. Una sera uccidono un vagante che proviene da un altro parco a tema western Humbug's Gulch e scoprendo che è vicino, decidono di dirigersi lì. Per trovare delle flebo per aiutare Grace, la carovana fa una deviazione, ma per questo rimane bloccata durante l'attraversamento di un ponte pericolante. Vengono raggiunti da Virginia che ancora una volta chiede di unirsi al suo gruppo e, di fronte all'ennesimo rifiuto, prima di andarsene attira una vicina mandria di vaganti. Il gruppo della carovana abbandona quindi tutti i veicoli e attraversa il ponte inseguito dai vaganti. Tom, nel tentativo di riprendere quanto più possibile, rimane ucciso quando la mandria fa crollare il ponte. Il gruppo raggiunge a piedi Humbug's Gulch, ma lo trova invaso dai vaganti. Senza più provviste, benzina e veicoli, Victor propone di chiedere aiuto a Virginia. Dwight si rifiuta e si allontana ma il resto del gruppo acconsente all'idea.
- Guest star: Daryl Mitchell (Wendell), Mo Collins (Sarah), Peter Jacobson (Rabbino Jacob Kessner), Colby Hollman (Wes), Colby Minifie (Virginia), Joe Massingill (Tom), Holly Curran (Janis), Cooper Dodson (Dylan), Bailey Gavulic (Annie), Ethan Suess (Max).
- Altri interpreti: Peggy Schott (Tess), Cole Whitaker (Figlio di Tess), Beau Smith (Dom), Monique Straw (Ellen), Erik Mathew (Cleve), Mike Davis (Kenneth), Richard Jackson (Terrence).
- Ascolti USA: telespettatori 1.340.000 – rating 18-49 anni 0,4%[17]

## O tutti o nessuno
- Titolo originale: End of the Line
- Diretto da: Michael E. Satrazemis
- Scritto da: Ian B. Goldberg e Andrew Chambliss

### Trama
Morgan contatta Virginia e per il suo aiuto è costretto ad accettare che siano separati nei vari insediamenti dei Coloni. Poco dopo Dwight ritorna con dei cavalli che ha trovato, prova che c'è acqua nelle vicinanze e dando speranza al gruppo che elabora un piano: utilizzare i vaganti di Humbug's Gulch per contrattaccare Virginia. Mentre Victor e Daniel sono di guardia al blindato, John, June, Grace, Morgan e Dwight conducono la mandria nelle vicinanze, pronta a indirizzarla contro Virginia e i suoi uomini quando arriveranno. All'arrivo di Virginia però avvistano con lei anche Luciana e annullano il piano: mentre Victor va dai coloni per negoziare, Dwight viene circondato dai vaganti e separato dagli altri. I suoi compagni però non lo abbandonano e lo salvano, dirigendo la mandria verso un fiume da cui vengono trascinati via. Il gruppo torna quindi a Humbug's Gulch e si gode gli ultimi momenti insieme prima dell'arrivo di Virginia: John e June si sposano e Dwight dona loro le fedi sue e di Sherry. Virginia giunge con il suo gruppo a bordo del blindato e Morgan la convince ad accettare tutti nel suo gruppo, anche anziani, bambini o malati, altrimenti non avrà nessuno. Virginia infine accetta e il gruppo viene diviso, mentre Morgan e Grace confessano i sentimenti reciproci prima di essere separati. Quando rimane solo Morgan, Virgina gli spara, ma prima che possa dargli il colpo di grazia, riceve una chiamata dal medico a cui ha affidato Grace: la donna non è malata, ma semplicemente malnutrita e gravida di alcuni mesi. Ridendo della situazione, Virginia lo lascia quindi ferito ai vaganti che si avvicinano: con le forze che gli restano, Morgan manda un messaggio via radio ai suoi amici dicendo di non perdere la speranza.
- Guest star: Daryl Mitchell (Wendell), Mo Collins (Sarah), Peter Jacobson (Rabbino Jacob Kessner), Colby Hollman (Wes), Colby Minifie (Virginia), Holly Curran (Janis), Cooper Dodson (Dylan), Bailey Gavulic (Annie), Ethan Suess (Max).
- Altri interpreti: Peggy Schott (Tess), Erik Mathew (Cleve), Mike Davis (Kenneth), Richard Jackson (Terrence).
- Ascolti USA: telespettatori 1.513.000 – rating 18-49 anni 0,4%[18]